# Vousák zlatovousý
Vousák zlatovousý (Psilopogon chrysopogon) je pták z čeledi Megalaimidae, jenž pochází z jihovýchodní Asie. Obývá především lesy, a to až do nadmořské výšky 1 500 m. Od roku 2004 jej Mezinárodní svaz ochrany přírody hodnotí kvůli širokému rozšíření jako málo dotčený druh.

## Popis
Vousák zlatovousý se vyznačuje zeleným opeřením v různých odstínech. Na obou stranách černého zobáku se objevuje výrazný žlutý knír, který zasahuje až k uším. Hrdlo je modré, hlava zdobena malými modrými nebo červenými skvrnami. Oči lemují modré kroužky. Přední část hlavy je světle žlutá, s červenými skvrnami po obou stranách zobáku. Celková velikost činí asi 30 cm a hmotnost 110–215 g. Neobjevuje se výrazný pohlavní dimorfismus, byť samice mají o něco světlejší zobák s temně namodralými odstíny. Nedospělí ptáci obou pohlaví mají celkově matnější opeření.

## Výskyt
Vousák zlatovousý žije od Malajského poloostrova po Sumatru a Borneo, přičemž obývá tropické a subtropické vlhké listnaté lesy a horské lesy. Vousáci do určité míry tolerují i narušená stanoviště, byli objeveni na kakaových plantážích a v druhotných lesích. Vzácně žijí ve stálezelených a bažinatých lesích.

## Chování
Vousák zlatovousý tráví většinu dne v korunách stromů. Živí se převážně fíky a jinými plody. Zřejmě také loví hmyz v trouchnivém dřevu. Ozývá se voláním „too-tuk“, při hnízdění i přes vysoké denní teploty. Hnízdí od února do srpna, samice kladou dvě vejce na snůšku.

## Taxonomie
Vousák zlatovousý (Psilopogon chrysopogon) spadá do čeledi Megalaimidae. Druh popsal Coenraad Jacob Temminck roku 1824 pod vědeckým jménem Bucco chrysopogon. V roce 1842 vytyčil George Robert Gray namísto rodu Bucco rod Megalaima. Současný systém klasifikuje vousáka zlatovousého do rodu Psilopogon, jenž zahrnuje i všechny druhy staršího rodu Megalaima. 
K roku 2014 jsou známy následující tři poddruhy:
- P. c. chrysopogon (Sumatra)
- P. c. chrysopsis (Borneo)
- P. c. laetus (pevninský poddruh)

Jako synonymní pojmenování lze chápat Megalaima chrysopsis od A. Goffina z roku 1863, jehož popis byl založen na dvojici ptáků z Bornea; a Chrotorhea chrysopogon laetus od Herberta C. Robinsona a C. Bodena Klosse z roku 1918 na základě vzorku z hory Kerinci na Sumatře.